# شهباز احمد
شهباز احمد (انگلیسی: Shahbaz Ahmed؛ زادهٔ ۱ سپتامبر ۱۹۶۸) بازیکن هاکی روی چمن، و سیاستمدار اهل پاکستان است.